# Bruttoværditilvækst
Bruttoværditilvæksten (forkortet BVT) er den værditilvækst, der finder sted i et erhverv eller eventuelt på nationalt plan i en periode (typisk et år), målt i basispriser. Begrebet er en af de vigtige størrelser i nationalregnskabet. Det er dermed parallelt til bruttonationalproduktet, der måler det samme, men i markedspriser, og bruttofaktorindkomsten, der er et tredje udtryk for værditilvæksten, men målt i faktorpriser. 

## Forskellige prisbegreber i nationalregnskabet
Forskellen på de tre priser og dermed de tre begreber går på, hvilke indirekte skatter (netto, dvs. fraregnet subsidier) der indgår. "Indirekte skatter, netto" kan opdeles i "produktskatter, netto" og "andre produktionsskatter, netto". I markedspriser indgår alle indirekte skatter, netto. I basispriserne indgår andre produktionsskatter, netto, men ikke produktskatterne, netto, mens alle indirekte skatter, netto er fratrukket faktorpriserne. Det gælder altså, at
Bruttofaktorindkomst + andre produktionsskatter, netto = Bruttoværditilvækst
og 
Bruttoværditilvækst + produktskatter, netto = Bruttonationalprodukt

## Anvendelser af bruttoværditilvækst
Værdiskabelsen i enkelte erhverv opgøres normalt som bruttoværditilvækst frem for eksempelvis bruttonationalprodukt. Det skyldes, at de enkelte erhverv er beskattet vidt forskelligt. Opgjorde man f.eks. værdien af tobaksproduktionen, der er højt beskattet, i markedspriser, ville man overdrive den samfundsmæssige betydning af dette erhverv, fordi man så ville medregne de høje tobaksafgifter. Bruttoværditilvæksten i basispriser undgår dette og giver dermed et mere retvisende indtryk af, hvor mange penge der indtjenes i erhvervet. 

## Bruttoværditilvæksten i Danmark
I Danmark var bruttoværditilvæksten i 2017 1.863 mia. kr. Til sammenligning var bruttonationalproduktet 2.143 mia. kr. Forskellen (280 mia. kr.) udgør summen af de samlede produktskatter, netto i det pågældende år. Bruttofaktorindkomsten var 1.843 mia. kr. Forskellen til BVT på 20 mia. kr. udgjordes af andre produktionsskatter, netto.